# Blaesodactylus antongilensis
Blaesodactylus antongilensis är en ödleart som beskrevs av  Böhme och MEIER 1980. Blaesodactylus antongilensis ingår i släktet Blaesodactylus och familjen geckoödlor. IUCN kategoriserar arten globalt som livskraftig. Inga underarter finns listade.